# 許堃 (海寧)
许堃（？—？），浙江海宁人，是一名清朝政治人物。
乾隆五十三年，接替福綸布。擔任江蘇荆溪縣知縣攝任。后由呂聖宗接任。许堃曾于1791年接替谭大经任奉贤县知县一职，1792年由王桂怀接任。